# روبرت هوبكينز
روبرت هوبكينز (بالإنجليزية: Robert Arthur Hopkins)‏ (25 أكتوبر 1961 في المملكة المتحدة - ) هو لاعب كرة قدم بريطاني في مركز الوسط. لعب مع أستون فيلا وبرمنغهام سيتي وشروزبري تاون وكولتشستر يونايتد ومانشستر سيتي ووست بروميتش ألبيون وبرومزغروف روفرز ‏ ونادي سوليهول لكرة القدم وDouble Flower FA ‏.

## وصلات خارجية
- روبرت هوبكينز على موقع قاعدة بيانات كرة القدم.إي يو (الإنجليزية)